# Spaans Huisje

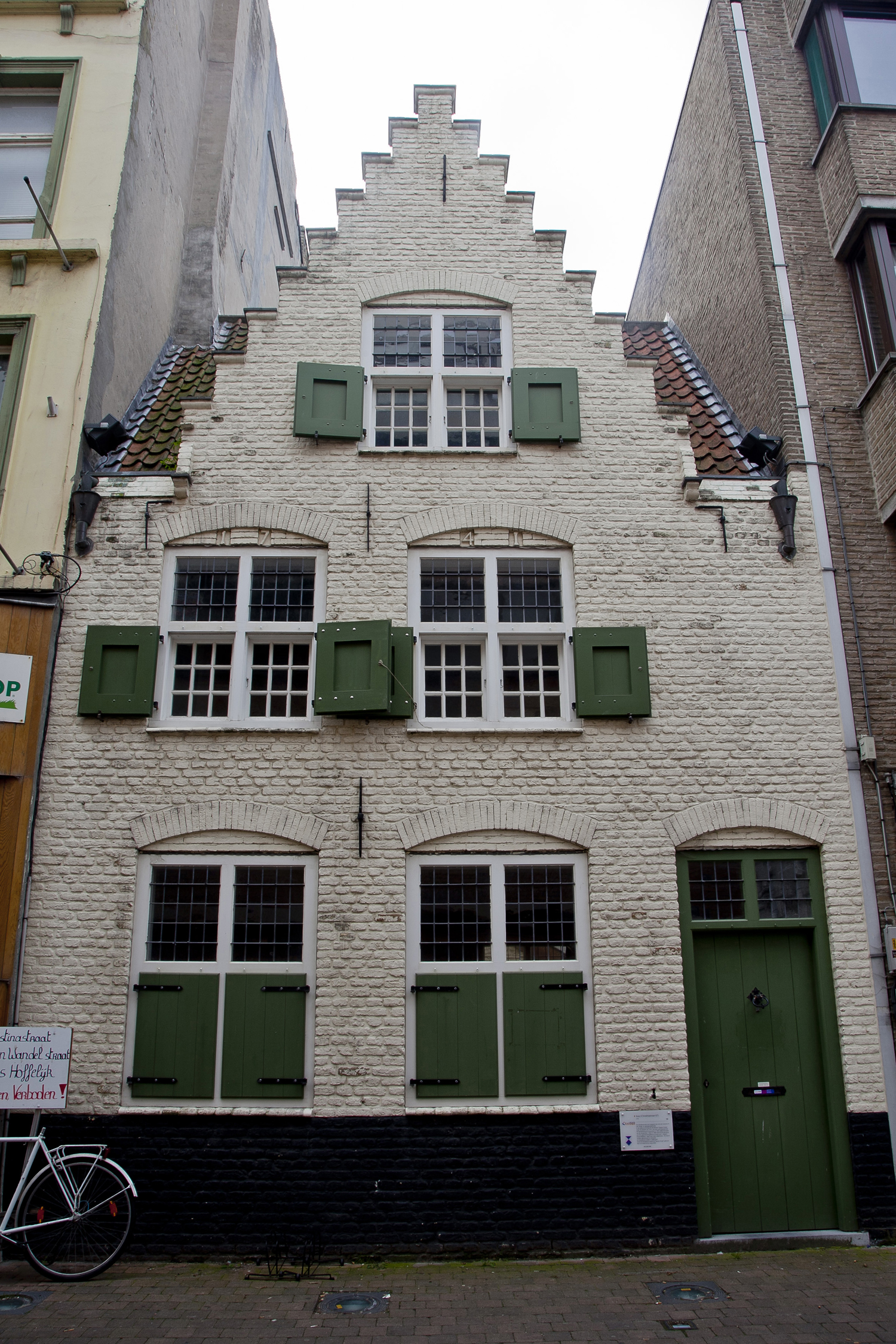
Spaans Huisje

Het Spaans Huisje staat in Oostende. Het is eenvoudige bakstenen woning met trapgevel
De benaming Spaans Huisje is in feite misleidend, aangezien het gebouwd werd in de tijd van de Oostenrijkse Nederlanden, dus na de 17e-eeuwse Spaanse tijd. Het bouwjaar 1741 staat aangeduid in de gevelvlakken onder de ontlastingsbogen op de eerste verdieping. Er is echter geen documentatie die deze datum bevestigt. De vroegste datum die kan bevestigd worden is 1814.
Begin 20e eeuw was in het pand een wasserij gevestigd, en later een snoepwinkeltje en speelgoedwinkel. Soortgelijke woningen verdwenen echter een per een uit het stadsbeeld totdat in 1950 dit huisje in de Christinastraat 67 nog de laatste getuige was van een verdwenen tijd.
Het huisje was lange tijd onbewoond en raakte zwaar in verval. Het stadsbestuur kocht het bouwvallig pand aan in 1981 en redde het van de slopershamer. Het werd op 22 september 1981 tot openbaar monument verklaard. Omdat het zo bouwvallig was, werd het huisje steen voor steen afgebroken toen ernaast een appartementengebouw werd opgetrokken. Alle stenen werden genummerd en voorlopig opgeslagen. De heropbouw vond plaats in 2000-2001. Nu huist er de Oostendse gidsenkring 'Lange Nelle'.

## Spaans huisje in de kunst
James Ensor maakte een ets (175 x 125 mm) van een dergelijk huisje in 1933 "L'ombre sur la maison". Het voorgesteld huisje heette "Drankhuis in 't onze Vrouwtje".